# Asociația Sport Club Daco-Getica Bucarest
Maillots
L'Asociația Sport Club Daco-Getica Bucarest est un club de football professionnel roumain basé à Bucarest, fondé en 1992.
De 1992 à l'été 2018, l'équipe était connue sous le nom de Juventus Bucarest, un nom également utilisé auparavant par un autre club, le Petrolul Ploiești.

## Historique
- 1924 : Fondation du club

Logo abandonné en 2018.

- 1952 : Le club déménage à Ploiești et continue sous le nom de Fotbal Club Petrolul Ploiești
- 1992 : 68 ans après la création du club d'origine Juventus Bucarest et 40 ans depuis le changement en Petrolul Ploiesti, le club est refondé.
- 2016 : Montée en deuxième division
- 2017 : Montée en première division
- 2018 : relégation en deuxième division et changement de nom à la suite d'un litige avec la Juventus de Turin par rapport à son nom[2].

## Palmarès
- Championnat de Roumanie de D2
  - Champion : 2017

## Effectif (2019-2020)
| N° | Nat.                   | Poste | Nom du joueur                         |
| -- | ---------------------- | ----- | ------------------------------------- |
| 1  | Drapeau de la Roumanie | G     | Ionuț Gurău                           |
| 2  | Drapeau de la Roumanie | D     | Constantin Dedu                       |
| 3  | Drapeau de la Roumanie | D     | Andrei Voineag                        |
| 4  | Drapeau de la Roumanie | D     | Valentin Puțaru                       |
| 5  | Drapeau de la Roumanie | M     | Andreas Iani (prêté par le Viitorul)  |
| 7  | Drapeau de la Roumanie | M     | Robert Neacșu                         |
| 8  | Drapeau de la Roumanie | M     | Marius Tudorică ()                    |
| 9  | Drapeau de la Roumanie | A     | Gabriel Răducan (prêté par le Dinamo) |
| 10 | Drapeau de la Roumanie | M     | Raphael Stănescu                      |
| 11 | Drapeau de la Roumanie | M     | Mario Mihai                           |
| 14 | Drapeau de la Roumanie | D     | Gabriel Plumbuitu                     |
| 15 | Drapeau de la Roumanie | D     | Bogdan Cuibari                        |
| 17 | Drapeau de la Roumanie | A     | Nicolae Epure                         |

| No. | Nat.                   | Position | Nom du joueur                             |
| --- | ---------------------- | -------- | ----------------------------------------- |
| 19  | Drapeau de la Roumanie | M        | Marian Obreja                             |
| 20  | Drapeau de la Roumanie | D        | Bogdan Jica (prêté par le Gaz Metan)      |
| 21  | Drapeau de la Roumanie | M        | Franco Paraschiv                          |
| 22  | Drapeau de la Roumanie | D        | Mihai Stancu                              |
| 23  | Drapeau de la Roumanie | D        | Răzvan Prodan (prêté par le Viitorul)     |
| 26  | Drapeau de la Roumanie | D        | Alexandru Socaci (prêté par le Gaz Metan) |
| 29  | Drapeau de la Roumanie | G        | Mihai Irimiea                             |
| 30  | Drapeau de la Roumanie | A        | Sabin Alexe                               |
| 31  | Drapeau de la Roumanie | D        | Alin Stoica                               |
| 33  | Drapeau de la Roumanie | G        | Răzvan Began                              |
| 70  | Drapeau de la Roumanie | D        | Denis Negoescu                            |
| 88  | Drapeau de la Roumanie | D        | Radu Zamfir (prêté par le Dinamo)         |
| 89  | Drapeau de la Roumanie | M        | Liviu Gheorghe (prêté par le Dinamo)      |